# میمو پلی
میمو پُلی (انگلیسی: Mimmo Poli؛ ۱۱ آوریل ۱۹۲۰ – ۴ آوریل ۱۹۸۶) بازیگر اهل ایتالیا بود.
از فیلم‌ها یا برنامه‌های تلویزیونی که وی در آن نقش داشته‌است می‌توان به من، من، من… و دیگران، داستان‌های غیراخلاقی از باکره‌های شهوانی، بازهم حکایت‌های کانتربری سکسی، شب‌های کابیریا، ارواح مردگان، شهر زنان، ۱۹۰۰، تعطیلات رمی، شکار روباه، اسمش را آندره‌آ می‌گذاریم، اولیس، آنا، زیبا اما فقیر، آدم‌های ناشناس، شیطان را بران، بوکاچو، ایستگاه آخر، فورتونلا، دوهمسری، شنل، در ناپل شروع شد، فاشیست، باراباس، سدوم و گمورا، هرج‌ومرج بزرگ، سکوت بزرگ، ساباتا، رم، به من میگن پاگنده، قفسی برای دیوانگان، فردها و زوج‌ها، پاگنده به مصر می‌رود، بمب‌افکن، مسالینا، دختر دبیرستانی، شیطان و آب مقدس و آرنا اشاره کرد.